# Revolucionarios cibernéticos. Tecnología y política en el Chile de Salvador Allende
Revolucionarios cibernéticos. Tecnología y política en el Chile de Salvador Allende es un libro cuyo origen es la investigación realizada por la historiadora Eden Medina sobre el proyecto Synco. El libro fue publicado el año 2013 por la Editorial Lom. Esta obra es la traducción del libro de la autora Cybernetic Revolutionaries: Technology and Politics in Allende's Chile publicado por The MIT Press en Estados Unidos en 2011.

## La historia un proyecto revolucionario
El libro relata la historia del proyecto Synco, realizado en Chile durante el gobierno de Salvador Allende. El proyecto Synco tuvo por objetivo la gestión de la economía del país usando los métodos de la cibernética, en un contexto de profundos cambios políticos y económicos. El proyecto surge de la convergencia intelectual entre el cibernético Stafford Beer, el ingeniero Fernando Flores ministro de la Unidad Popular, más la colaboración entre ingenieros chilenos y cibernéticos británicos. Stafford Beer fue uno de los precursores de la ciencia cibernética.
El proyecto Synco fue diseñado como un sistema que permitiría recabar datos de producción en tiempo real, diseñar programas estadísticos, construir simulaciones computarizadas de la economía chilena y comunicarse con las fábricas al localizar problemas que afectaran su rendimiento. El proyecto fue considerado relevante en el contexto de transformación de la economía chilena, marcado por un programa de nacionalización de la producción. La vía al socialismo democrático defendida por el gobierno de Allende confluyó en las ideas cibernéticas de Stafford Beer, quien, a través de su Modelo de Sistema Viable, se propuso configurar un sistema de gestión que favoreciera la transversalidad en la cadena de mando.

## Sobre la autora
Eden Medina es Doctora en Historia y Estudios Sociales de Ciencia y Tecnología del Instituto Tecnológico de Massachusetts (MIT). Es Master en Derecho de la Escuela de Leyes de Yale. Además de ser Licenciada en Ingeniería eléctrica de la Universidad de Princeton. Ha recibido el IEEE Life Members’ Prize in Electrical History y un Scholar’s Award from the National Science Foundation de Estados Unidos. Actualmente es Associate Professor of Science, Technology, and Society en el Instituto Tecnológico de Massachusetts (MIT). Fue coeditora del volume Beyond Imported Magic: Essays on Science, Technology, and Society in Latin America (MIT Press, 2014) recibiendo el Premio Amsterdamska por la Sociedad europea para el estudio de la ciencia y la tecnología.